# Litokwa Tomeing
Litokwa Tomeing (Wotje, 14 de octubre de 1939-Springdale, Arkansas, 12 de octubre de 2020) fue un político marshalés. Presidente de las Islas Marshall desde enero de 2008 hasta octubre de 2009.

## Biografía
Tomeing era un jefe tradicional. Ocupó diversos cargos, como "speaker" del Nitijela, parlamento de las islas, durante ocho años, hasta pasar a la oposición tras la victoria del Partido Democrático Unido en noviembre de 2007.
Fue candidato en enero de 2008 a las elecciones presidenciales por la coalición UPP/Aelon Kein Ad. En la votación, fue elegido presidente el 7 de enero del 2008 por el Parlamento, consiguiendo dieciocho votos sobre quince del expresidente Kessai Note. En octubre de 2009 no superó una moción de confianza presentada por el expresidente Kessai Note por lo que abandonó el cargo. Le sucedió el presidente del Parlamento, Jurelang Zedkaia.